# 종로 고시원 화재
종로 고시원 화재(鐘路考試院火災)는 2018년 11월 9일 오전 7시 30분경 대한민국 서울특별시 종로구 관수동에 위치한 한 고시원에서 발생한 화재 사건이다. 7명이 사망하고 11명이 부상을 입었다.